# 多布拉
多布拉是波蘭的城鎮，位於該國西北部，距離首府什切青60公里，由西波美拉尼亞省負責管轄，面積2.32平方公里，海拔高度83米，2006年人口2,028。

## 外部連結
- Official town webpage（页面存档备份，存于）

53°35′00″N 15°18′20″E / 53.58333°N 15.30556°E